# Saul Friedländer
Saul Friedländer (Hebreeuws: שאול פרידלנדר) (Praag, 11 oktober 1932) is een Israëlisch historicus van Tsjechische afkomst. Friëdlander geniet vooral bekendheid vanwege zijn publicaties over de Holocaust. Zijn meest bekende werk is Nazi-Duitsland en de Joden.

## Levensloop
Friedländer werd geboren in een gezin van Duitssprekende Joden in Praag. Hij groeide op in Frankrijk. Tijdens de Duitse bezetting dook hij onder in een Rooms-katholieke kostschool in Montluçon. Hij bekeerde zich in die periode tot het katholieke geloof en wilde enige tijd priester worden. Zijn ouders probeerden naar Zwitserland te vluchten, maar weren door de Franse politie gegrepen en overgedragen aan de Duitsers. Zij kwamen beiden om in Auschwitz. Pas in 1946 ontdekte Friëdlander wat er was gebeurd.
Na 1946 werd Friedländer zich bewuster van zijn Joodse wortels en werd zionist. Hij emigreerde in 1948 naar Israël met het Irgoen-schip Altalena. Na het afronden van de middelbare school nam hij dienst in het Israëlische leger. Hij werd wegens lichte hartproblemen ingedeeld bij een niet-gevechtsafdeling.
Van 1953 tot 1955 studeerde Friedländer vervolgens geschiedenis in Parijs. In 1956 werkte hij een jaar in een huis voor gehandicapten ten zuiden van de Zweedse hoofdstad  Stockholm, waar zijn oom de leiding van had. 
In die periode daarna was hij de secretaris van Nachum Goldman, voorzitter van de Zionistische Wereldorganisatie en het Joods Wereldcongres. Diezelfde functie vervulde hij onder Shimon Peres, de toenmalige onderminister van Defensie. Friedländer behaalde in 1963 een doctoraat in de geschiedenis in het Zwitserse Genève. Hij doceerde tot 1988 aan de Hebreeuwse Universiteit van Jeruzalem en de Universiteit van Tel Aviv. Daarna kreeg hij een aanstelling aan de Universiteit van Californië - Los Angeles (UCLA). 

### Historicus
De Holocaust is het centrale thema in het werk van Friedländer als historicus. 
Friedländers eerste boek verscheen in 1964. Het ging over paus Pius XII en het Derde Rijk, vijf jaar later gevolgd door een biografie over de tot inkeer gekomen SS'er Kurt Gerstein. Zijn meest bekende werk is het uit twee delen bestaande standaardwerk Nazi-Duitsland en de Joden. Zijn werk is meerdere malen bekroond. Zo ontving Friedländer onder andere de Vredesprijs van de Duitse Boekhandel en een Pulitzer-prijs.
Friedlander is er van overtuigd dat het niet Hitlers aanvankelijke doel was om de Joden te vermoorden. Hij wilde hen isoleren, maar het definitieve besluit tot uitroeiing viel pas eind 1941. Friedländer vindt het belangrijk dat de geschiedenis niet te abstract wordt weergegeven omdat het daardoor los komt te staan van emotie. Zijn werk kenmerkt zich daarom door de beschrijving van veel feitelijke gebeurtenissen.